# Zhenze (köpinghuvudort i Kina, Jiangsu Sheng, lat 30,92, long 120,50)
Zhenze är en köpinghuvudort i Kina. Den ligger i provinsen Jiangsu, i den östra delen av landet, omkring 210 kilometer sydost om provinshuvudstaden Nanjing. Antalet invånare är 90 026. Befolkningen består av 44 029 kvinnor och 45 997 män. Barn under 15 år utgör 9,0 %, vuxna 15-64 år 78 %, och äldre över 65 år 11,0 %.
Runt Zhenze är det tätbefolkat, med 913 invånare per kvadratkilometer. Närmaste större samhälle är Shengze, 16,1 km öster om Zhenze. Trakten runt Zhenze består till största delen av jordbruksmark.
Genomsnittlig årsnederbörd är 1 712 millimeter. Den regnigaste månaden är juni, med i genomsnitt 277 mm nederbörd, och den torraste är november, med 65 mm nederbörd.